# Moreaua mesomelaenae
Moreaua mesomelaenae är en svampart som först beskrevs av Websdane & Vánky, och fick sitt nu gällande namn av Vánky 2000. Moreaua mesomelaenae ingår i släktet Moreaua och familjen Anthracoideaceae.   Inga underarter finns listade i Catalogue of Life.